# Colors (película)
Colors es una película estadounidense de delito policial y acción de 1988 protagonizada por Sean Penn y Robert Duvall, y dirigida por Dennis Hopper. La película tiene lugar en los suburbios adyacentes a la Central del Sur de Los Ángeles, Los Ángeles del Este y la División de Violencia de LAPD. El argumento se enfoca en Bob Hodges (Robert Duvall), un agente experimentado del Departamento de Policía de Los Ángeles de la división del CRASH, y su socio nuevo, Danny McGavin (Sean Penn), quienes intentan frenar la violencia entre los grupos de los Bloods, los Crips, y pandillas callejeras de origen latino. Colors relanzó a Hopper como director después de haber filmado Easy Rider producida 18 años antes. La película generó un tópico respecto a la representación de las pandillas, sus estilos de vida y la violencia intrínseca a ellas.

## Argumento
Bob Hodges es un policía con experiencia, que patrulla en el este de Los Ángeles. Como tal trata de enseñar a su nuevo joven pupilo sobreentusiasta Danny McGavin a sobrevivir patrullando en la zona, donde impera la ley de las bandas callejeras, lo que no es fácil para él por su actitud. 

## Reparto
- Sean Penn: el agente Danny "Pac-Man" McGavin.
- Robert Duvall: el agente Bob Hodges.
- María Conchita Alonso: Louisa Gómez.
- Randy Brooks: Ron Delaney.
- Glenn Plummer: Clarence "High Top" Brown.
- Trinidad Silva: Leo "Frog" Lopez.
- Grand L. Bush: Larry "Looney Tunes" Sylvester.
- Don Cheadle: Rocket.
- Damon Wayans: T-Bone.
- Leon Robinson: Killer Bee.
- Romeo De Lan: Felipe.
- Gerardo Mejía: Bird.
- Mario Lopez: miembro de la plantilla de la calle 21.
- Karla Montana: Locita.
- Sy Richardson: el sargento Bailey del O.S.S.
- Courtney Gains: Whitey.
- Sherman Augustus: el agente Porter.
- Rudy Ramos: Melindez.
- Lawrence Cook: el agente Young.
- R. D. Call: el agente Rusty Baines.
- Clark Johnson: el agente Lee del C.R.A.S.H.
- Jack Nance: el agente Samuels.

## Recepción
La película recibió tanto elogios como críticas. Obtuvo una puntuación del 82% por parte del sitio Rotten Tomatoes basada en 28 revisiones.

### Recaudaciones
La película ganó aproximadamente 46 millones de dólares durante su estreno en Estados Unidos.